# 트리콜로레역
트리콜로레 역(이탈리아어: Tricolore)은 밀라노 지하철 4호선의 중간역이다.

## 역사
2015년 1월 19일, 지하철 시공을 맡은 컨소시엄에 4호선 나머지 구간의 공사 발주가 이루어졌다.
2015년 8월 5일 시공에 들어갔으며 해당 구간의 지상도로가 통제되었다. 밀라노 트리콜로레 지역에 굴착공을 파서 리나테 방면으로, 그 반대 방향으로는 볼리바르역 방면으로 터널 공사가 진행되었다. 이쪽은 밀라노의 옛 도심으로서 지하유물이 묻혀 있을 것을 감안해 세심한 시공이 이루어졌다.
당초 개통예정일은 2023년 6월 말이었으나 기한을 넘겨 같은해 7월 4일 개통되었다. 다테오역~산바빌라역 구간 개통과 함께 트리콜로레역도 개업하였다.

## 대중교통 환승
밀라노 교통공사에서 운영하는 일부 도시철도, 트램, 버스 노선과의 환승이 가능하다.
- 트램 정거장 (Tricolore M4, 9번과 19번)
- 버스 정류장

## 역 시설
역내에는 다음과 같은 시설이 있다.
- 장애인 통행시설
- 엘리베이터
- 에스컬레이터
- 매표기
- CCTV
- 화장실